# Напольное (Рязанская область)
Напольное — село в Сараевском районе Рязанской области России, административный центр Напольновского сельского поселения.

## Географическое положение
Село расположено на берегу реки Вердица в 29 км на юг от райцентра посёлка Сараи.

## История
Напольное в качестве села упоминается в окладных книгах 1676 года «с церковью Чудотворца Сергия Радонежского и показано в Козловском уезде, в Борецком  стану, близ села Телятников». Каменная Сергиевская церковь с приделами Вознесенским и Трех Святителей построена в 1876 году. Школа существовала в селе с 1856 года, в ней местные священники первоначально были наставниками.
В XIX — начале XX века село являлось центром Напольновской волости Сапожковского уезда Рязанской губернии. В 1906 году в селе было 250 дворов.
С 1929 года село являлось центром Напольновского сельсовета Сараевского района Рязанского округа Московской области, с 1937 года — в составе Рязанской области, с 2005 года — центр Напольновского сельского поселения.

## Население
| 1859 | 1897  | 1906  | 2010 |
| ---- | ----- | ----- | ---- |
| 1125 | ↗1877 | ↘1804 | ↘385 |

## Инфраструктура
В селе имеются Напольновская средняя  школа, фельдшерско-акушерский пункт, почтовое отделение.

## Достопримечательности
В селе находится действующая Церковь Сергия Радонежского (2006).